# Mallards de Quad City (UHL)
Pour les articles homonymes, voir Mallards de Quad City (homonymie).
Les Mallards de Quad City sont une franchise professionnelle de hockey sur glace aux États-Unis qui évoluait de 1995 à 2007 dans la Colonial Hockey League, renommée United Hockey League en 1997. Basée à Moline dans l'État de l'Illinois, l'équipe jouait au MARK of the Quad Cities.

## Bilan par saison
| Saison    | PJ | V  | D  | N | DP | BP  | BC  | Pts | Classement                         | Séries éliminatoires           | Entraîneur    |
| --------- | -- | -- | -- | - | -- | --- | --- | --- | ---------------------------------- | ------------------------------ | ------------- |
| 1995-1996 | 74 | 30 | 39 | 5 | -  | 269 | 311 | 65  | 4e place de la Division Ouest      | Quarts de finale               | Brad Buetow   |
| 1996-1997 | 74 | 51 | 20 | 3 | -  | 384 | 245 | 105 | 1re place de la Division Ouest     | Champion de la Coupe Coloniale | John Anderson |
| 1997-1998 | 74 | 55 | 18 | - | 1  | 360 | 257 | 111 | 1re place de la Division Ouest     | Champion de la Coupe Coloniale | Paul Gillis   |
| 1998-1999 | 74 | 50 | 19 | - | 5  | 364 | 253 | 105 | 1re place de la Division Ouest     | Finale                         | Paul Gillis   |
| 1999-2000 | 74 | 53 | 16 | - | 5  | 369 | 264 | 111 | 1re place de la Division Ouest     | Finale                         | Matt Shaw     |
| 2000-2001 | 74 | 55 | 12 | - | 7  | 341 | 216 | 117 | 1re place de la Division Sud-Ouest | Champion de la Coupe Coloniale | Paul MacLean  |
| 2001-2002 | 74 | 57 | 15 | - | 2  | 296 | 175 | 116 | 1re place de la Division Ouest     | Demi-finales                   | Paul MacLean  |
| 2002-2003 | 76 | 41 | 25 | - | 10 | 281 | 240 | 92  | 1re place de la Division Ouest     | Finale                         | Paul Gillis   |
| 2003-2004 | 76 | 50 | 20 | - | 6  | 287 | 220 | 106 | 2e place de la Division Ouest      | Finale                         | Paul Gillis   |
| 2004-2005 | 80 | 39 | 30 | - | 11 | 226 | 228 | 89  | 4e place de la Division Ouest      | Quarts de finale               | Paul Gillis   |
| 2005-2006 | 76 | 41 | 27 | - | 8  | 224 | 213 | 90  | 3e place de la Division Ouest      | Quarts de finale               | Brian Curran  |
| 2006-2007 | 76 | 37 | 28 | - | 11 | 269 | 264 | 85  | 3e place de la Division Ouest      | Quarts de finale               | Brian Curran  |

## Personnalités de l'équipe
315 joueurs portent les couleurs de l'équipe au cours de son existence. Patrick Nadeau dispute le plus de rencontres pour les Mallards avec 456 parties jouées. Le meiller buteur est Glenn Stewart avec 218 réalisations tandis que Hugo Proulx compte est le meiller passeur et pointeur avec 329 aides et 542 points marqués. Avec 1 338 minutes écopées, Kerry Toporowski est le joueur le plus pénalisé de l'histoire de l'équipe. Parmi les 33 gardiens de but de l'équipe, Jason Tapp est celui le plus utilisé avec 126 parties jouées. 